# Uspornik
Uspornik ili uspornik prometa (razgovorno ponekad i ležeći policajac) naziv je za napravu ili prepreku koja se postavlja preko uličnog kolnika ili preko ceste da bi se na tom mjestu primoralo vozače usporiti vožnju. Ako vozač ne smanji brzinu, na automobilu ili drugom vozilu mogu nastati oštećenja gume ili, primjerice, deformacije naplatka.

## Mjesta postavljanja
Uspornici se obično postavljaju u blizini škola, predškolskih ustanova ili drugih objekata u kojima borave djeca i gdje ih je potrebno zaštititi od nesavjesnih vozača. Mogu se postavljati i na drugim mjestima gdje je potrebno usporiti cestovni promet, npr. u ulicama ili na cestama na kojima se obično kreću brojni pješaci, tj. u ulicama koje se povremeno pretvaraju u gradska korza ili turističke šetnice. Mogu se postavljati i na mjestima gdje se sporedne ceste ili ulice spajaju s cestama ili ulicama koje imaju pravo prednosti prolaska da bi se spriječilo izlijetanje vozila na takve ceste.

## Način izrade
Uspornici se rade od tvrdih materijala, obično od betona, ali se zbog održavanja, brzine postavljanja ili popravka se rabe i elastični materijali, kao što je guma.
Uspornike mogu zamijeniti foto-radari i za svaku veću brzinu od dopuštene, vozači bi mogli dobiti novčanu kaznu.